# 法比奧·荷西·杜斯·山度士
法比奧·荷西·杜斯·山度士，（英語：Fábio José dos Santos，1973年6月26日—），巴西职业足球运动员，现已退役。
費賓奴曾效力於兩間巴甲球會維多利亞和哥列迪巴。後來，他到日本效力J聯賽球會大分三神，新潟天鵝和仙台維加泰。